# Ojén
Ojén is een gemeente in de Spaanse provincie Málaga in de regio Andalusië met een oppervlakte van 86 km². In 2007 telde Ojén 2528 inwoners.

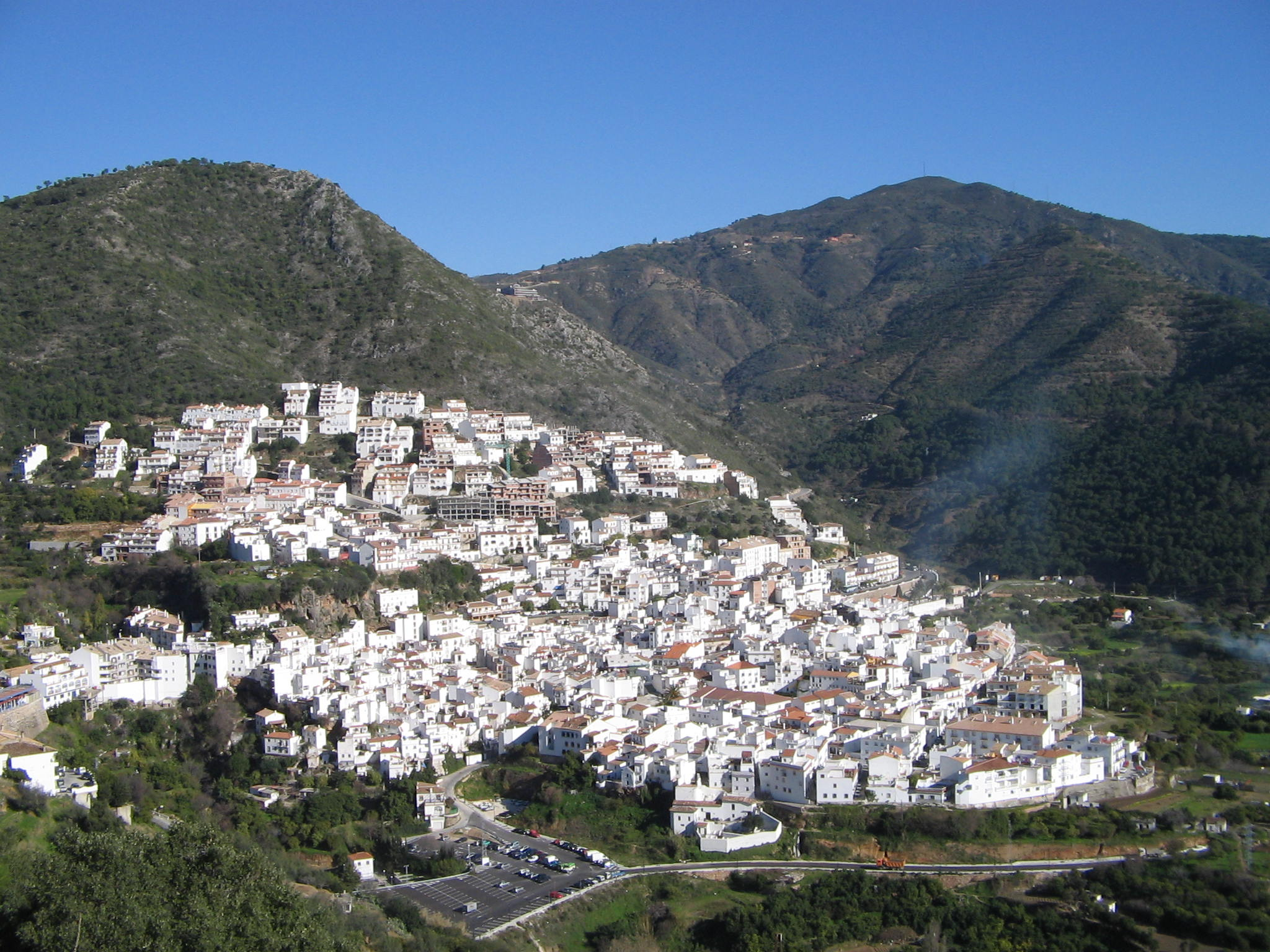
Zicht op Ojén